# Тіа Каррере
Тіа Каррере (англ. Tia Carrere, справжнє ім'я — Алтея Жанеро (англ. Althea Janairo); нар. 2 січня 1967, Гонолулу) — американська акторка, модель, співачка та кінопродюсерка.

## Біографія
За власними словами, вона «частково китаянка, частково іспанка, частково філіппінка». Її молодшій сестрі в дитинстві важко давалося вимова імені «Алтея» — в неї виходило «Тіа». Пізніше Алтея Джанейро буде відома під ім'ям Тіа Каррере (на честь її кумирки — акторки Барбари Каррери).
Відвідувала приватну школу для дівчаток; з 11 років брала уроки вокалу, щоб здійснити мрію стати знаменитою співачкою. Перший альбом, який вона випустила, так і називався — «Мрія» («Dream»). Однак особливого захоплення він не викликав. 
Кар'єра акторки почалася досить несподівано. Коли їй було 17 років, її помітили в магазині батьки кінопродюсера. «Вони побачили мене і сказали, що їхній син працює над створенням фільму і що я прекрасно підійшла б на роль однієї з героїнь». Її дебютом стала роль медсестри Джейд в серіалі «Головний госпіталь» (1985—1987). Потім з'являлася на телебаченні у фільмах «Байки зі склепу», «Команда А», «МакГайвер».
Попри те, що в той час її кар'єра просувалася досить повільно, Каррере любила і любить акторську роботу. В 1994 році вона була визнана «Кінозіркою завтрашнього дня».
У великому кіно почала зніматися з 1986 року, коли вийшов фільм Джека Бревмана «Жах зомбі», в якому вона зіграла Емі. Відтоді вийшло понад 40 кіно- і телефільмів з її участю. Вона однаково добре грає в невеликих ефектних ролях у високобюджетних блокбастерах («Правдива брехня» з Арнольдом Шварценеггером, «Сонце, що сходить»), комедіях («Світ Вейна»), в недорогих бойовиках («Безсмертні», «Дах світу», «Розбірки в маленькому Токіо»).
Найбільшу популярність їй принесла роль рок-співачки Кассандри в музичній молодіжної комедії «Світ Вейна» (1992). У картині звучать пісні у її виконанні. «Світ Вейна» був надзвичайно популярним, зайнявши п'яте місце в американському кінопрокаті 1992 року, зібравши 121 млн доларів. Незабаром вийшов сиквел фільму — комедія Стівена Сурджіка «Світ Вейна 2» (1994).
22 листопада 1992 року Каррере одружилася з продюсером Ілаєм Самахом. В шлюбі народила дочку, у 2000 році розлучилися. Однак вони є власниками продюсерської компанії «Phoenician Films», під їхнім керівництвом виходять картини, в тому числі за участю Еда Гарріса та Антоніо Бандераса. Відтоді репертуар самої Каррере помітно розширився внаслідок спродюсованих нею фільмів: «20 побачень» (1998) і «Безсмертні» (1999). У кримінальному бойовику «Безсмертні» вона знялася Еріком Робертсом, Крісом Роком і Джо Пантоліано.
З 1999 по 2002 рік Каррере знімалася в ролі професора археології Сідні Фокс в «Мисливці за старовиною» - синдикованому пригодницькому серіалі, що нагадує «Індіану Джонса» та «Лару Крофт». У цей час Каррере з'явилася на обкладинці чоловічого журналу Maxim. «Мисливці за старовиною» тривав три телевізійні сезони за контрактом. Потім Каррере озвучила сестру Лайло Нані в анімаційному фільмі «Ліло і Стіч» (2002) та його спін-оффах, а також королеву Тир'ані з мультсеріалу «Дак Доджерс» (2003). Вона також озвучила Снукі в анімаційному фільмі 2005 року «Алоха, Скубі-Ду!» .
Каррере позувала оголеною для січневого випуску Playboy 2003 року. Фотографії були перевидані в німецькому грудневому номері журналу за 2006 рік. 
Вона брала участь у популярному реаліті-шоу «Танці з зірками» у 2006 році. Вона виступала в парі з професійним танцівником Максимом Чмерковським. Одним і в підсумку посіла шосте місце. Пізніше в 2012 році Каррере взяла участь у п'ятому сезоні «Учень знаменитості», але її «учнівство» у Дональда Трампа, «боса» шоу, було припинено на п'ятому тижні того сезону.
Вона з'являлася як запрошена зірка у низці телевізійних шоу, серед яких «Назад до тебе», «Nip/Tuck» та «Пакгауз 13». Вона також з'явилася в кількох епізодах шостого сезону серіалу «Стримай свій ентузіазм» як дівчина Річарда Льюїса. У 2020 році Каррере зіграла Леді Небезпеку у всіх десяти епізодах серіалу Netflix «Ейджей і Королева» .

## Фільмографія

### Акторка
| Рік       |    | Українська назва                  | Оригінальна назва                    | Роль                              |
| --------- | -- | --------------------------------- | ------------------------------------ | --------------------------------- |
| 1986      | ф  | Кошмар зомбі                      | Zombie Nightmare                     |                                   |
| 1988      | ф  | Літо Алоха                        | Aloha Summer                         |                                   |
| 1989      | ф  | Fine Gold                         | Fine Gold                            |                                   |
| 1991      | ф  | Розбірки у маленькому Токіо       | Showdown in Little Tokyo             | Мінако Окея                       |
| 1991      | ф  | Харлей Девідсон і ковбой Мальборо | Harley Davidson and the Marlboro Man | Кіміко                            |
| 1992      | ф  | Світ Вейна                        | Wayne's World                        | Касандра Вонг                     |
| 1992      | ф  | Молодша сестра                    | Little Sister                        |                                   |
| 1993      | ф  | Сонце, що сходить                 | Rising Sun                           | Джинг Асакума                     |
| 1993      | ф  | Світ Уейна 2                      | Wayne's World 2                      | Касандра Вонг                     |
| 1994      | ф  | Правдива брехня                   | True Lies                            | Джуно Скіннер                     |
| 1995      | ф  | Безсмертні                        | The Immortals                        |                                   |
| 1995      | ф  | Робота присяжного                 | Jury Duty                            |                                   |
| 1995      | ф  | My Teacher's Wife                 | My Teacher's Wife                    |                                   |
| 1996      | ф  | Блукаюча куля                     | Hollow Point                         |                                   |
| 1996      | ф  | Учитель і чудовиська              | High School High                     |                                   |
| 1997      | ф  | Вершина світу                     | Top of the World                     |                                   |
| 1997      | ф  | Кулл-завойовник                   | Kull the Conqueror                   | Аківаша                           |
| 1998      | ф  | Місто терору                      | Scar City                            |                                   |
| —2003     | с  | Ліло і Стіч: Серіал               | Lilo & Stitch: The Series            |                                   |
| 2004      | ф  | Алоха, Скубі-ду!                  | Aloha, Scooby-Doo!                   |                                   |
| 2005      | ф  | Закон сили                        | Back in the Day                      |                                   |
| 2006      | тф | Лерой і Стіч                      | Leroy & Stitch                       |                                   |
| 2007      | с  | Угамуй свій запал                 | Curb Your Enthusiasm                 |                                   |
| 2008      | ф  | Темний медовий місяць             | Dark Honeymoon                       |                                   |
| 2009      | ф  | Дика вишня                        | Wild Cherry                          |                                   |
| 2011      | ф  | Прикинься моїм чоловіком          | You May Not Kiss the Bride           |                                   |
| 2014      | ф  | Астероїд проти Землі              | Asteroid vs Earth                    | Марісса Кнокс                     |
| 2018      | мф |                                   | Legend of Hallowaiian                | Нана (голос)                      |
| 2017—2018 | мс |                                   | Mickey and the Roadster Racers       | Тітонька Оліна (голос, 3 епізоди) |
| 2019      | ф  |                                   | Palm Swings                          | Ms. Cherry Bomb                   |
| 2019      | с  |                                   | Dollface                             | Тереза (10 епізодів)              |
| 2020      | с  | Ейджей і Королева                 | AJ and the Queen                     | Леді Небезпека (10 епізодів)      |
| 2021      | с  |                                   | The Potwins                          | Тіффані (1 епізод)                |
| 2025      | ф  | Ліло і Стіч                       | Lilo & Stitch                        | місіс Кекоа                       |

### Телебачення
- 2007 Знову до тебе | Back to You (США)
- 2005 Наднова | Supernova (США)
- 2004 На розрив | Torn Apart (США) :: Віккі Вестін :: головна роль
- 2003—2010 Частини тіла | Nip / Tuck (США)
- 2003—2007 О. С. — Самотні серця | OC, The (США) :: епізод
- 1999—2002 Мисливець за старовиною | Relic Hunter (Франція, Німеччина, Канада, США)
- 1999 П'ять тузів | Five Aces (США)
- 1999 Містер Чарівність | Meet Prince Charming (США) :: Саманта
- 1999 Повернення Мерліна | Merlin: The Return (Велика Британія)
- 1998—2004 Площі Голлівуду | Hollywood Squares (США)
- 1998 20 побачень | 20 Dates (США) :: Камео
- 1997—2000 Салон Вероніки | Veronica's Closet (США)
- 1997 Таємний ворог | Natural Enemy (США)
- 1995—2009 Божевільне телебачення | Mad TV (США)
- 1995 Казкові історії для всіх дітей | Happily Ever After: Fairy Tales for Every Child (США)
- 1995 Нічого, крім правди | Nothing But the Truth (США)
- 1995 Дружина мого вчителя | My Teacher's Wife (США)
- 1994 Страх йде по п'ятах | Treacherous (США)
- 1994 Злочинниці мимоволі | Hostile Intentions (США)
- 1993 Швидка | Quick (США)
- 1992 Анонімний клієнт | Intimate Stranger (США)
- 1990 Смертельне завдання | Fatal Mission (США, Філіппіни)
- 1989—1996 Байки зі склепу | Tales from the Crypt (США)
- 1989—1993 Квантовий стрибок | Quantum Leap (США)
- 1989—1992 Нічого крім любові | Anything But Love (США)
- 1988 Шляхетний будинок | Noble House (США) :: Венус Пун
- 1987—1997 Одружені і з дітьми | Married with Children (США)
- 1987—1990 П'ятниця, 13-е | Friday the 13th (Канада)
- 1986—1988 Секретний агент МакГайвер | MacGyver (США, Канада)
- 1985—1987 Головний госпіталь | General Hospital (США)
- 1985 Договір | Covenant (США)
- 1984—1986 Повітряний вовк | Airwolf (США)
- 1983—1987 Команда А | A-Team, The (США)

### Озвучування
- 2006 Ліло та Стіч | Leroy & Stitch (анімаційний)
- 2005 Привіт, Скубі-Ду | Aloha, Scooby-Doo (США, анімаційний)
- 2005 Ліло і Стіч 2: Велика проблема Стіча | Lilo & Stitch 2: Stitch Has a Glitch (США, анімаційний)
- 2003 Нові пригоди Стіча | Stitch! The Movie (США, анімаційний)
- 2002 Ліло і Стіч | Lilo & Stitch (США, анімаційний)
- 1998—1999 Геркулес | Hercules (США, анімаційний)
- 1997 Джонні Браво | Johnny Bravo (США, анімаційний)

### Продюсер
- 1999 Погані гени | If … Dog … Rabbit … (США)
- 1998 20 побачень | 20 Dates (США)
- 1995 Безсмертні | Immortals, The (США)